# Marios Kapotsis
Marios Kapotsis (griechisch Μάριος Καπότσης, * 13. September 1991 in Chios) ist ein griechischer Wasserballspieler. Er war mit der griechischen Nationalmannschaft 2021 Olympiazweiter und 2018 Zweiter bei den Mittelmeerspielen.

## Sportliche Karriere
Der 1,83 Meter große Kapotsis spielte beim griechischen Serienmeister Olympiakos.
Kapotsis war mit der griechischen Juniorenauswahl 2009 Zweiter und 2011 Dritter bei der Juniorenweltmeisterschaft. Im Gegensatz zu seinem Mannschaftskameraden Angelos Vlachopoulos benötigte Kapotsis danach einige Jahre, bis er in die Nationalmannschaft berufen wurde.
2017 bei der Weltmeisterschaft in Budapest erreichten die Griechen in der Vorrunde den zweiten Platz hinter der Mannschaft Serbiens. Nach einem Sieg über Montenegro verloren die Griechen im Halbfinale gegen Ungarn. Im Spiel um den dritten Platz trafen sie wieder auf Serbien und unterlagen mit 8:11. 2018 erreichten die Griechen bei den Mittelmeerspielen den zweiten Platz hinter den Serben. Kurz darauf bei der Europameisterschaft in Barcelona belegten die Griechen den fünften Platz, nachdem sie im Viertelfinale gegen Spanien verloren hatten. Kapotsis erzielte im Turnierverlauf sechs Tore. 2019 belegten die Griechen den siebten Platz bei der Weltmeisterschaft in Gwangju. Bei den 2021 ausgetragenen Olympischen Spielen in Tokio gewannen die Griechen ihre Vorrundengruppe vor den Italienern. Im Viertelfinale bezwangen sie die Mannschaft Montenegros und im Halbfinale die Ungarn. Im Finale siegten die Serben mit 13:10. Kapotsis warf im Viertelfinale ein Tor, im Halbfinale und im Endspiel ging er leer aus. Die Griechen gewannen die erste olympische Wasserball-Medaille bei den Männern überhaupt, nachdem 2004 in Athen die Damen Silber gewonnen hatten.